# Коаце (Торино)
Коаце (итал. Coazze) је насеље у Италији у округу Торино, региону Пијемонт.
Према процени из 2011. у насељу је живело 2785 становника. Насеље се налази на надморској висини од 729 м.

## Становништво
| 1931. | 1936. | 1951. | 1961. | 1971. | 1981. | 1991. | 2001. | 2011. |
| ----- | ----- | ----- | ----- | ----- | ----- | ----- | ----- | ----- |
| 3.752 | 3.686 | 3.480 | 3.025 | 2.819 | 2.526 | 2.547 | 2.889 | 3.084 |